# Volaris
Volaris, Concesionaria Vuela Compañía de Aviación, S.A.P.I. de C.V. (NYSE: VLRS y BMV: VOLAR), es una aerolínea mexicana de ultra bajo costo fundada en 2004, con servicio punto a punto que opera en México, Estados Unidos, Guatemala, Colombia y Perú. Volaris ofrece más de 338 segmentos de vuelos diarios en rutas que conectan 43 ciudades en México y 25 ciudades en los Estados Unidos, Centroamérica y Sudamérica.
El nombre de Volaris fue elegido de entre más de 1,000 propuestas tentativas, significando una fusión entre el verbo volar y la estrella Polaris, conocida por ser la guía del norte para la navegación antigua. Su imagen gráfica fue creada por Ideograma Consultores en 2006.

## Historia
Los socios fundadores de Volaris y que aún cuentan con una participación de la empresa son; el fondo de capital privado Discovery Americas, propiedad de Protego asesores y de Discovery Capital Management y la aerolínea de El Salvador TACA, participando cada uno con el 25%, asimismo el Corporativo Vasco de Quiroga (Grupo Televisa) y Sinca Inbursa, cada uno con otro 25%, ambas compañías por acuerdo mutuo decidieron retirar su inversión en 2009, vendiendo de forma separada su participación en 2010 al fondo de capital privado Indigo Partners. La inversión inicial para el arranque de la compañía fue de 100 millones de dólares estadounidenses.
La aerolínea eligió las aeronaves Airbus modelo A319, A320 y A321 para operar y actualmente cuenta con una flota de 117 aviones, La configuración de la cabina es con asientos de una sola clase con una configuración de espacio promedio entre asientos de 31 pulgadas.
Desde su inicio y hasta diciembre de 2017, Volaris ha transportado alrededor de 86 millones de Clientes en México, Estados Unidos y Centroamérica.
Volaris ha sido la única aerolínea certificada para aterrizar bajo la categoría ILS CAT II/IIIA (categoría III) en toda Latinoamérica.
En julio de 2009 inicia operaciones hacia los Estados Unidos con vuelos a Los Ángeles y a Oakland, con lo que también rediseña su sitio web, teniendo disponible la venta de boletos a dichas rutas a partir del 27 de abril del mismo año.
En noviembre de 2016 se le otorga el certificado por parte del gobierno de Costa Rica a su subsidiaria Volaris Costa Rica para volar como aerolínea bandera de este país centroamericano, reforzando su expansión internacional, con vuelos y conexiones en Centroamérica, teniendo el Aeropuerto Internacional Juan Santamaría como centro de conexiones, inicialmente con vuelos a Aeropuerto Internacional La Aurora, Guatemala, Aeropuerto Internacional de El Salvador y Aeropuerto Internacional Augusto C. Sandino de Managua, Nicaragua.
Para finales de 2019, Volaris se convirtió en el mayor operador doméstico en México y la aerolínea que más pasajeros ha transportado en un año en la historia del país: el 61% del crecimiento del mercado de transporte aéreo nacional se le atribuye a Volaris.

## Información financiera
El 12 de julio de 2006 el Banco Mundial, a través de su brazo financiero en América Latina, otorgó un financiamiento de 40 millones de dólares, que a la vez consolidó una inversión de 130 millones de dólares. Actualmente la composición accionaria de Volaris es integrada por socios mexicanos y extranjeros, así como también una parte pública donde su filial Controladora Vuela Compañía de Aviación, S.A.B de C.V. está listada en la Bolsa Mexicana de Valores bajo la clave de pizarra "VOLAR" y en la Bolsa de Nueva York (NYSE) bajo la clave de pizarra "VLRS".

## Operaciones internacionales

Destinos por Volaris

En noviembre de 2008, Volaris anunció un acuerdo de código compartido con Southwest Airlines. Southwest y Volaris planean anunciar sus itinerarios, para 2010. En febrero de 2009, Volaris recibió el permiso para volar fuera de territorio mexicano, El 2 de febrero de 2009, Volaris inscribió la solicitud con US DOT, pidiendo permiso para operar de Los Ángeles y Oakland hacia Toluca y Guadalajara, usando sus A319 y A320. En abril de 2009, Volaris anunció el inicio de operaciones a Los Ángeles a partir del 1 de julio; y Oakland, en la bahía de San Francisco a partir del 16 de julio. En vuelo directo desde Toluca y Guadalajara. Además de la ruta Oakland – Tijuana que permite hacer vuelos en conexión desde esa ciudad en California, hacia destinos Volaris como: Acapulco, Culiacán, León/Bajío, Morelia, Oaxaca y Uruapan.

## Mantenimiento
La flota de Volaris es mantenida por Aeroman, una base de mantenimiento con certificaciones de entidades de aviación civil europeas (JAA), latinoamericanas (AAC, AFAC, etc.), y estadounidenses (FAA). Aeroman fue una de las once bases de mantenimiento iniciales de Airbus MRO Network en el mundo y una de únicamente tres en América: Air Canada Technical Services; TACA Aeroman, El Salvador; y TIMCO Aviation Services, EE. UU.

## Destinos

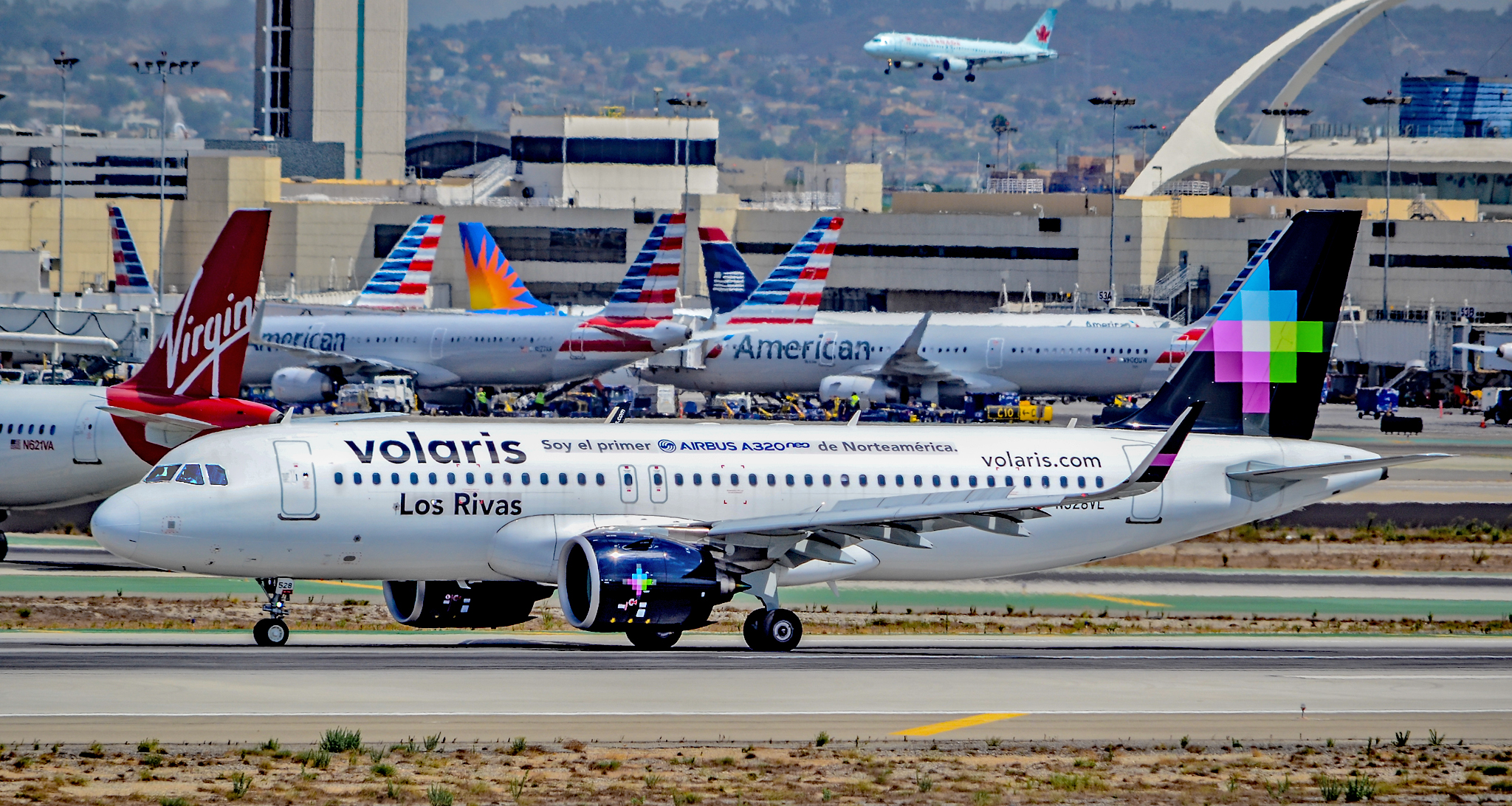
Airbus A320-271Neo de Volaris (N528VL) en el Aeropuerto Internacional de Los Ángeles.

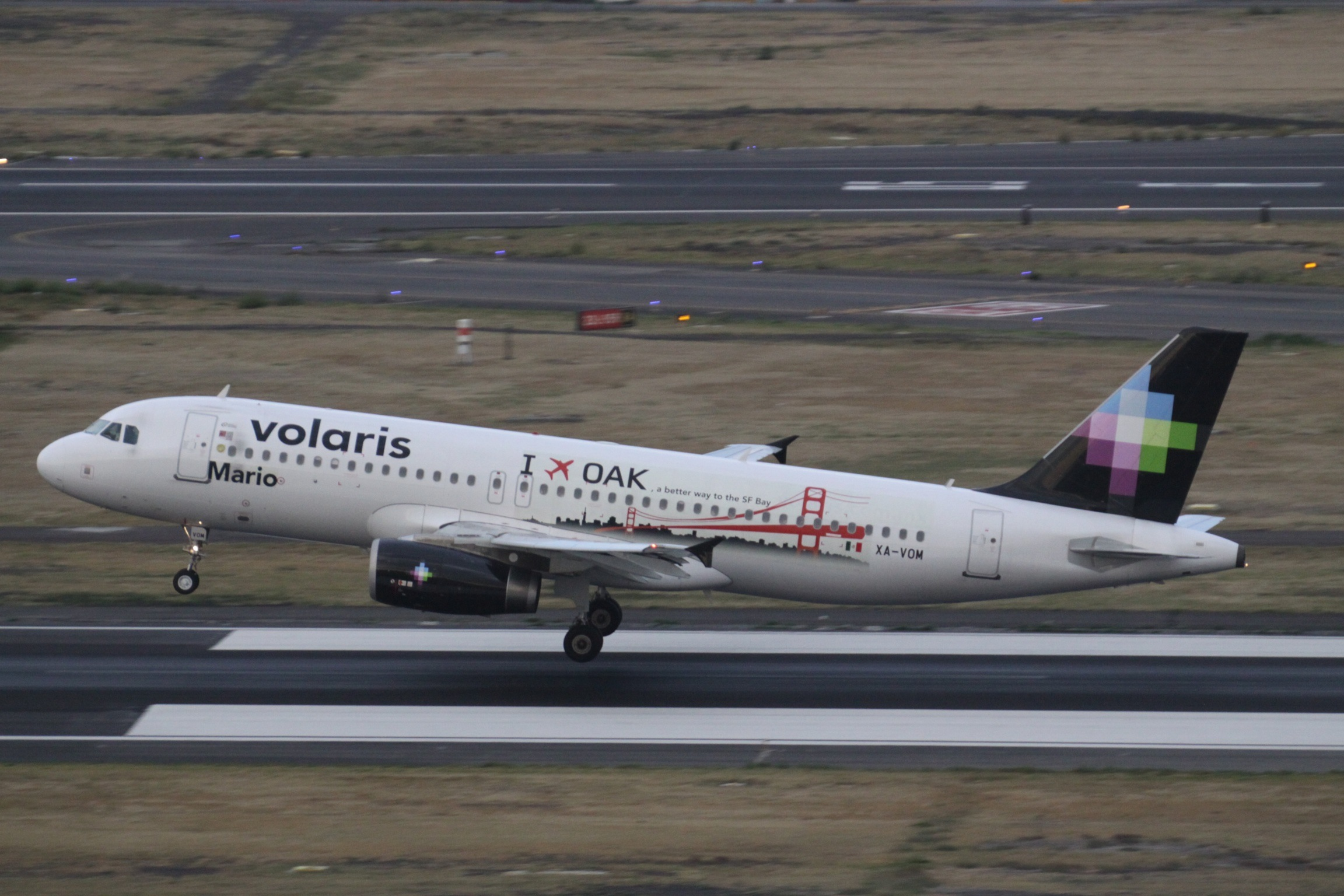
Airbus A320-233 de Volaris (XA-VOM) aterrizando en el Aeropuerto Internacional de la Ciudad de México.

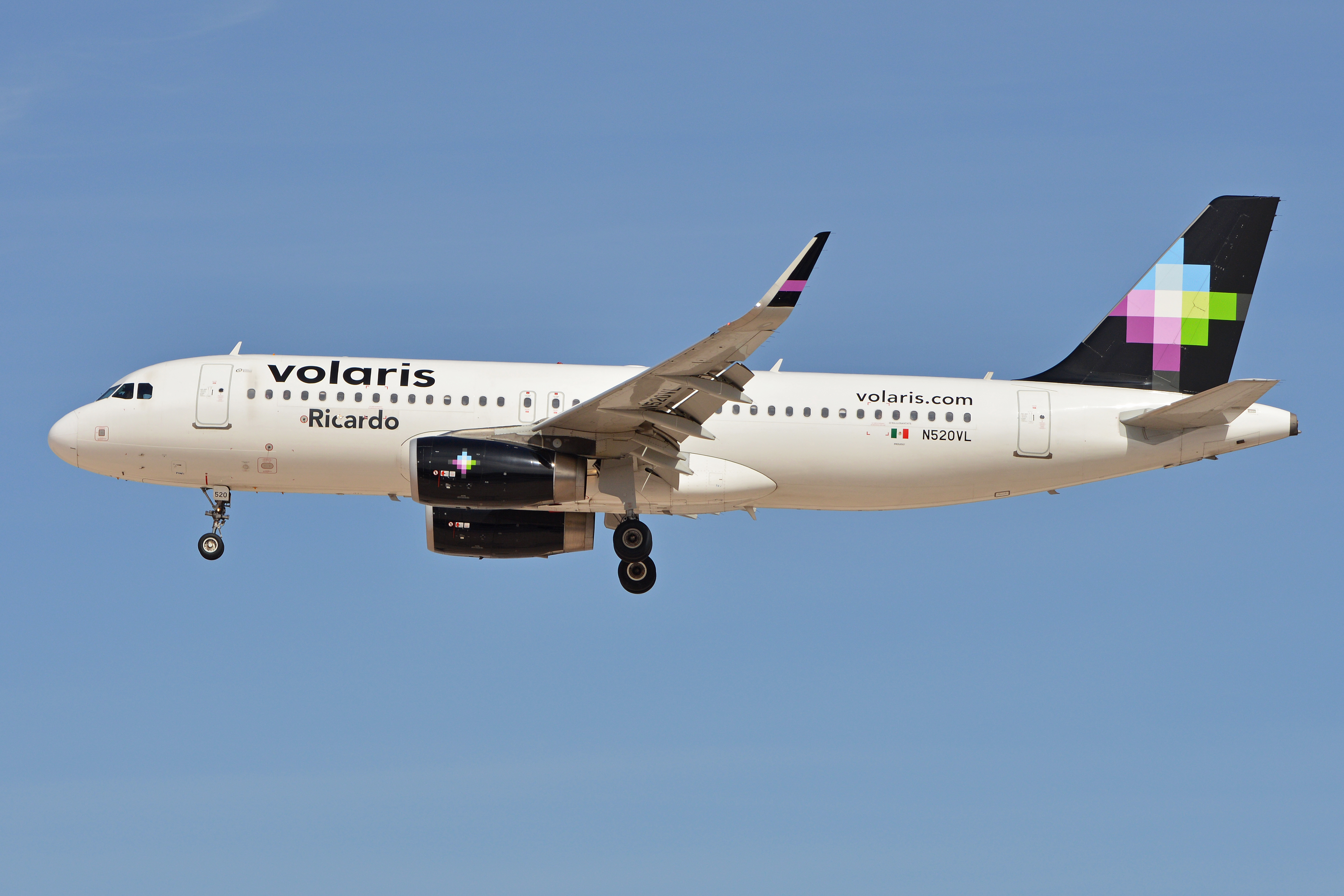
Airbus A320-233 de Volaris (N520VL) aterrizando en el Aeropuerto Internacional Harry Reid.

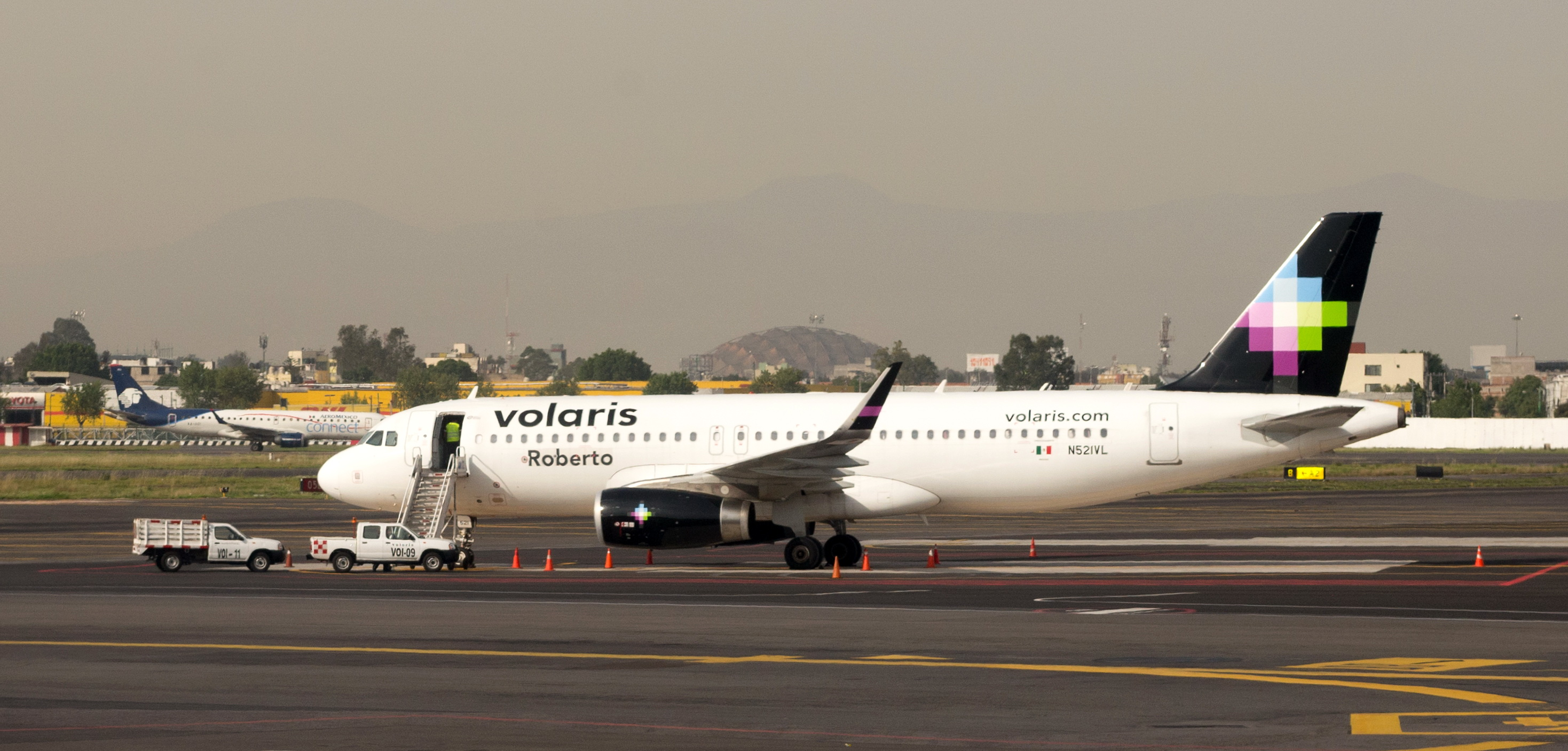
Airbus A320-233 de Volaris (N521VL) en el Aeropuerto Internacional de la Ciudad de México.

Volaris opera 9 centros de conexiones así: 6 para conexiones nacionales e internacionales, Guadalajara (GDL), Ciudad de México (MEX), Cancún (CUN), León/Bajío (BJX), Tijuana (TIJ) y Monterrey (MTY) y 3 como ciudades foco internacionales Los Ángeles (LAX), Chicago (MDW) y Chicago (ORD).
Volaris ofrece rutas que conectan 44 ciudades en México y 25 ciudades en los Estados Unidos, Centroamérica, Colombia y Perú. 
De acuerdo con información de la OAG, Volaris se ubica con cinco estrellas en la posición número 38 de las aerolíneas más puntuales del mundo.
Actualmente opera a 69 ciudades distribuidos de la siguiente forma:
| País                      | Ciudad              | IATA              | ICAO              | Aeropuerto                                                 | Estado            | Notas                 | Refs              |
| América del Norte         | América del Norte   | América del Norte | América del Norte | América del Norte                                          | América del Norte | América del Norte     | América del Norte |
| ------------------------- | ------------------- | ----------------- | ----------------- | ---------------------------------------------------------- | ----------------- | --------------------- | ----------------- |
| Estados Unidos            | Austin              | AUS               | KAUS              | Aeropuerto Internacional de Austin-Bergstrom               | Finalizado        |                       |                   |
| Estados Unidos            | Albuquerque         | ABQ               | KABQ              | Aeropuerto Internacional Sunport                           | Finalizado        |                       |                   |
| Estados Unidos            | Charlotte           | CLT               | KCLT              | Aeropuerto Internacional de Charlotte-Douglas              |                   |                       |                   |
| Estados Unidos            | Chicago             | MDW               | KMDW              | Aeropuerto Internacional Midway                            |                   | Ciudad Foco           |                   |
| Estados Unidos            | Chicago             | ORD               | KORD              | Aeropuerto Internacional O'Hare                            |                   | Ciudad Foco           |                   |
| Estados Unidos            | Dallas              | DFW               | KDWF              | Aeropuerto Internacional de Dallas-Fort Worth              |                   |                       |                   |
| Estados Unidos            | Denver              | DEN               | KDEN              | Aeropuerto Internacional de Denver                         |                   |                       |                   |
| Estados Unidos            | Fort Lauderdale     | FLL               | KFLL              | Aeropuerto Internacional de Fort Lauderdale-Hollywood      | Finalizado        |                       |                   |
| Estados Unidos            | Fresno              | FAT               | KFAT              | Aeropuerto Internacional de Fresno-Yosemite                |                   |                       |                   |
| Estados Unidos            | Houston             | IAH               | KIAH              | Aeropuerto Intercontinental George Bush                    |                   |                       |                   |
| Estados Unidos            | Las Vegas           | LAS               | KLAS              | Aeropuerto Internacional Harry Reid                        |                   |                       |                   |
| Estados Unidos            | Los Ángeles         | LAX               | KLAX              | Aeropuerto Internacional de Los Ángeles                    |                   | Ciudad Foco           |                   |
| Estados Unidos            | McAllen             | MFE               | KMFE              | Aeropuerto Internacional de McAllen-Miller                 |                   |                       | [ 12 ]            |
| Estados Unidos            | Miami               | MIA               | KMIA              | Aeropuerto Internacional de Miami                          |                   |                       |                   |
| Estados Unidos            | Milwaukee           | MKE               | KMKE              | Aeropuerto Internacional General Mitchell                  | Finalizado        |                       |                   |
| Estados Unidos            | Nueva York          | JFK               | KJFK              | Aeropuerto Internacional John F. Kennedy                   |                   |                       |                   |
| Estados Unidos            | Oakland             | OAK               | KOAK              | Aeropuerto de Oakland de la Bahía de San Francisco         |                   |                       |                   |
| Estados Unidos            | Ontario             | ONT               | KONT              | Aeropuerto Internacional LA/Ontario                        |                   |                       |                   |
| Estados Unidos            | Orlando             | MCO               | KMCO              | Aeropuerto Internacional de Orlando                        |                   |                       |                   |
| Estados Unidos            | Phoenix             | PHX               | KPHX              | Aeropuerto Internacional de Phoenix-Sky Harbor             |                   |                       |                   |
| Estados Unidos            | Portland            | PDX               | KPDX              | Aeropuerto Internacional de Portland                       |                   |                       |                   |
| Estados Unidos            | Reno/Lake Tahoe     | RNO               | KRNO              | Aeropuerto Internacional de Reno-Tahoe                     |                   |                       |                   |
| Estados Unidos            | Sacramento          | SMF               | KSMF              | Aeropuerto Internacional de Sacramento                     |                   |                       |                   |
| Estados Unidos            | San Antonio         | SAT               | KSAT              | Aeropuerto Internacional de San Antonio                    |                   |                       |                   |
| Estados Unidos            | San Diego           | SAN               | KSAN              | Aeropuerto Internacional de San Diego                      | Finalizado        |                       |                   |
| Estados Unidos            | San Francisco       | SFO               | KSFO              | Aeropuerto Internacional de San Francisco                  | Finalizado        |                       |                   |
| Estados Unidos            | San José            | SJC               | KSJC              | Aeropuerto Internacional de San José                       |                   |                       |                   |
| Estados Unidos            | Seattle             | SEA               | KSEA              | Aeropuerto Internacional de Seattle-Tacoma                 |                   |                       |                   |
| México                    | Acapulco            | ACA               | MMAA              | Aeropuerto Internacional de Acapulco                       |                   |                       |                   |
| México                    | Aguascalientes      | AGU               | MMAS              | Aeropuerto Internacional de Aguascalientes                 |                   |                       |                   |
| México                    | Campeche            | CPE               | MMCP              | Aeropuerto Internacional Ing. Alberto Acuña Ongay          | Finalizado        |                       |                   |
| México                    | Cancún              | CUN               | MMUN              | Aeropuerto Internacional de Cancún                         |                   | Centro de operaciones |                   |
| México                    | Chetumal            | CTM               | MMCM              | Aeropuerto Internacional de Chetumal                       |                   |                       |                   |
| México                    | Chihuahua           | CUU               | MMCU              | Aeropuerto Internacional General Roberto Fierro Villalobos |                   |                       |                   |
| México                    | Ciudad de México    | MEX               | MMMX              | Aeropuerto Internacional de la Ciudad de México            |                   | Centro de operaciones |                   |
| México                    | Ciudad de México    | NLU               | MMSM              | Aeropuerto Internacional Felipe Ángeles                    |                   |                       |                   |
| México                    | Ciudad Juárez       | CJS               | MMCS              | Aeropuerto Internacional Abraham González                  |                   |                       |                   |
| México                    | Ciudad Obregón      | CEN               | MMCN              | Aeropuerto Internacional de Ciudad Obregón                 |                   |                       |                   |
| México                    | Colima              | CLQ               | MMIA              | Aeropuerto Nacional Licenciado Miguel de la Madrid         |                   |                       |                   |
| México                    | Cozumel             | CZM               | MMCZ              | Aeropuerto Internacional de Cozumel                        |                   |                       |                   |
| México                    | Cuernavaca          | CVJ               | MMCB              | Aeropuerto Internacional General Mariano Matamoros         | Finalizado        |                       |                   |
| México                    | Culiacán            | CUL               | MMCL              | Aeropuerto Internacional Federal de Culiacán               |                   |                       |                   |
| México                    | Durango             | DGO               | MMDO              | Aeropuerto Internacional de Durango                        |                   |                       |                   |
| México                    | Guadalajara         | GDL               | MMGL              | Aeropuerto Internacional de Guadalajara                    |                   | Centro de operaciones |                   |
| México                    | Hermosillo          | HMO               | MMHO              | Aeropuerto Internacional General Ignacio Pesqueira García  |                   |                       |                   |
| México                    | Huatulco            | HUX               | MMBT              | Aeropuerto Internacional de Bahías de Huatulco             |                   |                       |                   |
| México                    | Ixtapa Zihuatanejo  | ZIH               | MMZH              | Aeropuerto Internacional de Ixtapa-Zihuatanejo             |                   |                       |                   |
| México                    | La Paz              | LAP               | MMLP              | Aeropuerto Internacional de La Paz                         |                   |                       |                   |
| México                    | León/El Bajío       | BJX               | MMLO              | Aeropuerto Internacional del Bajío                         |                   | Centro de operaciones |                   |
| México                    | Loreto              | LTO               | MMLT              | Aeropuerto Internacional de Loreto                         |                   |                       |                   |
| México                    | Los Mochis          | LMM               | MMLM              | Aeropuerto Internacional Federal del Valle del Fuerte      |                   |                       |                   |
| México                    | Manzanillo          | ZLO               | MMZO              | Aeropuerto Internacional de Manzanillo                     | Finalizado        |                       |                   |
| México                    | Mazatlán            | MZT               | MMMZ              | Aeropuerto Internacional General Rafael Buelna             |                   |                       |                   |
| México                    | Mérida              | MID               | MMMD              | Aeropuerto Internacional de Mérida                         |                   |                       |                   |
| México                    | Mexicali            | MXL               | MMML              | Aeropuerto Internacional General Rodolfo Sánchez Taboada   |                   |                       |                   |
| México                    | Monterrey           | MTY               | MMMY              | Aeropuerto Internacional de Monterrey                      |                   | Centro de operaciones |                   |
| México                    | Morelia             | MLM               | MMMM              | Aeropuerto Internacional General Francisco J. Múgica       |                   |                       |                   |
| México                    | Oaxaca              | OAX               | MMOX              | Aeropuerto Internacional Xoxocotlán                        |                   |                       |                   |
| México                    | Puebla              | PBC               | MMPB              | Aeropuerto Internacional de Puebla                         |                   |                       |                   |
| México                    | Puerto Escondido    | PXM               | MMPS              | Aeropuerto Internacional de Puerto Escondido               |                   |                       |                   |
| México                    | Puerto Vallarta     | PVR               | MMPR              | Aeropuerto Internacional de Puerto Vallarta                |                   |                       |                   |
| México                    | Querétaro           | QRO               | MMQT              | Aeropuerto Intercontinental de Querétaro                   |                   |                       |                   |
| México                    | Reynosa             | REX               | MMRX              | Aeropuerto Internacional General Lucio Blanco              | Finalizado        |                       |                   |
| México                    | San José del Cabo   | SJD               | MMSD              | Aeropuerto Internacional de Los Cabos                      |                   |                       |                   |
| México                    | San Luis Potosí     | SLP               | MMSP              | Aeropuerto Internacional de San Luis Potosí                |                   |                       |                   |
| México                    | Tampico             | TAM               | MMTM              | Aeropuerto Internacional de Tampico                        | Finalizado        |                       |                   |
| México                    | Tapachula           | TAP               | MMTP              | Aeropuerto Internacional de Tapachula                      |                   |                       |                   |
| México                    | Tepic               | TPQ               | MMEP              | Aeropuerto Internacional Amado Nervo                       |                   |                       |                   |
| México                    | Tijuana             | TIJ               | MMTJ              | Aeropuerto Internacional de Tijuana                        |                   | Centro de operaciones |                   |
| México                    | Toluca              | TLC               | MMTO              | Aeropuerto Internacional Lic. Adolfo López Mateos          |                   |                       |                   |
| México                    | Torreón             | TRC               | MMTC              | Aeropuerto Internacional Francisco Sarabia                 |                   |                       |                   |
| México                    | Tulum               | TQO               | MMTL              | Aeropuerto Internacional de Tulum                          |                   |                       | [ 13 ]            |
| México                    | Tuxtla Gutiérrez    | TGZ               | MMTG              | Aeropuerto Internacional de Tuxtla                         |                   |                       |                   |
| México                    | Uruapan             | UPN               | MMPN              | Aeropuerto Internacional de Uruapan                        |                   |                       |                   |
| México                    | Veracruz            | VER               | MMVR              | Aeropuerto Internacional General Heriberto Jara            |                   |                       |                   |
| México                    | Villahermosa        | VSA               | MMVA              | Aeropuerto Internacional Carlos Rovirosa Pérez             |                   |                       |                   |
| México                    | Zacatecas           | ZCL               | MMZC              | Aeropuerto Internacional de Zacatecas                      |                   |                       |                   |
| Centroamérica y El Caribe |                     |                   |                   |                                                            |                   |                       |                   |
| Costa Rica                | San José            | SJO               | MROC              | Aeropuerto Internacional Juan Santamaría                   | Finalizado        |                       |                   |
| El Salvador               | San Salvador        | SAL               | MSLP              | Aeropuerto Internacional de El Salvador                    | Finalizado        |                       |                   |
| Guatemala                 | Ciudad de Guatemala | GUA               | MGGT              | Aeropuerto Internacional La Aurora                         |                   |                       |                   |
| Nicaragua                 | Managua             | MGA               | MNMG              | Aeropuerto Internacional Augusto C. Sandino                | Finalizado        |                       |                   |
| Puerto Rico               | San Juan            | SJU               | TJSJ              | Aeropuerto Internacional Luis Muñoz Marín                  | Finalizado        |                       |                   |
| Sudamérica                |                     |                   |                   |                                                            |                   |                       |                   |
| Colombia                  | Bogotá              | BOG               | SKBO              | Aeropuerto Internacional El Dorado                         |                   |                       |                   |
| Perú                      | Lima                | LIM               | SPJC              | Aeropuerto Internacional Jorge Chávez                      |                   |                       |                   |

## Flota
A julio de 2025, la flota de Volaris México tenía un promedio de 6.7 años y consiste en los siguientes aviones:
Volaris cerró en enero de 2012 una orden de compra de 44 Airbus A320, de los cuales 30 serán los nuevos A320neo, el 23 de abril de 2015 llegó al AICM el primer A321.
El 10 de febrero de 2014, Volaris anunció que ha firmado una carta de intención con un arrendador líder por 16 aviones, diez A320neo y seis A321neo, incrementando la eficiencia de su flota. Estos aviones NEO, estarán equipados con motores Pratt & Whitney PW1100G y serán entregados entre 2016 y 2022.
El 15 de noviembre de 2017, durante Salón Aeronáutico de Dubái 2017 Indigo Partners anunció un pedido por 430 aviones de la Familia Airbus A320 neo, de los cuales 80 serán para Volaris de la siguiente forma: 46 A320neo y 34 A321neo.

## Accidentes e incidentes
El 20 de diciembre de 2006, el vuelo VOI421 operado con un Airbus A319 N473TA que volaba desde Tijuana hacia Guadalajara, aterrizó de emergencia en Ciudad Obregón debido a un problema en el motor 2; el aterrizaje fue exitoso y no hubo pasajeros heridos. Dos horas más tarde, el avión continuó su vuelo a Guadalajara sin problema alguno.
El 7 de julio de 2013, el vuelo operado por un Airbus A319 con matrícula XA-VOA que cubría la ruta Aeropuerto Internacional de la Ciudad de México al Aeropuerto Internacional General Rafael Buelna Mazatlán, y que transportaba a 128 pasajeros, pidió aterrizar de emergencia en el Aeropuerto Internacional Del Bajío Guanajuato. El avión fue sometido a una intensa revisión y, según declaraciones de testigos, se informó que en una maleta un pasajero transportaba acetona, la cual provocó un pequeño incendio y la salida de humo en el área de equipaje. No se reportan heridos.
El 27 de julio de 2013 partió del Aeropuerto Internacional de la Ciudad de México una aeronave Airbus A320 de Volaris de matrícula XA-VOM con destino a Mexicali y con 171 pasajeros a bordo, pero los pilotos detectaron problemas en los motores y aterrizaron de emergencia en el Aeropuerto Internacional General Francisco J. Múgica de la ciudad de Morelia. Ninguno de los pasajeros y pilotos resultaron heridos.
El 12 de enero de 2014, el vuelo VOI416 operado por un Airbus A319 con matrícula XA-VOI que despegó del Aeropuerto Internacional de Tijuana con regularidad al Aeropuerto Internacional de Culiacán. Más tarde tuvo que regresar a Tijuana de emergencia por despresurización de la cabina volando a una altitud de 6000 pies. Tiempo después se dio a conocer que la puerta de salida de emergencia del ala izquierda estaba abierta. Ningún pasajero resultó herido, solo tenían crisis nerviosa.
El 23 de mayo de 2015, el vuelo VOI184 operado por el Airbus A320 con matrícula N509VL despegó del Aeropuerto Internacional de la Ciudad de México al Aeropuerto Internacional de Monterrey con 138 pasajeros, pero este tuvo que aterrizar de emergencia en el Aeropuerto Internacional General Pedro José Méndez de Ciudad Victoria Tamaulipas, debido a fuertes tormentas que se registraban hacia el oriente de Nuevo León. Según declaraciones de los testigos, el avión se quedó sin combustible y descendía demasiado rápido. Una vez en tierra, cargaron combustible para llegar a su destino final. No hubo lesionados, pero elementos de la Cruz Roja atendieron a varios pasajeros que sufrieron crisis nerviosas.
El 2 de agosto de 2015, el vuelo VOI5722 operado por un Airbus A321 con matrícula XA-VLH que despegó del Aeropuerto Internacional de la Ciudad de México al Aeropuerto Internacional de Cancún se declaró en emergencia por falla en controles de vuelo, por lo que tuvo que realizar un patrón de espera, que consiste en quemar combustible para poder aterrizar con todos los estándares de seguridad. Los tripulantes y los pasajeros salieron ilesos luego de un aterrizaje exitoso, solo atendiendo los paramédicos del propio aeropuerto a dos personas que sufrieron crisis nerviosa.
El 11 de agosto de 2018, el vuelo 961 de Volaris operado por un Airbus A320-333 con matrícula XA-VLF que procedente del Aeropuerto Internacional de Las Vegas (USA) y aterrizó en el Aeropuerto Internacional de Guadalajara Miguel Hidalgo y Costilla, en el momento del desembarque evacuaron del avión a los 60 pasajeros aplicando el protocolo de seguridad de utilizar los toboganes de evacuación, todo a causa aparente de un sobrecalentamiento en la unidad de potencia auxiliar que es la que genera la energía eléctrica y el aire acondicionado. Según información preliminar de todos los pasajeros solo uno sufrió de crisis nerviosa. Este incidente se produce luego de otro incidente que ocurrió el 10 de agosto con un Embraer ERJ-190AR de Aeroméxico Connect.
El 8 de diciembre de 2024, un pasajero identificado como Mario "N" intentó secuestrar el vuelo 3041 que cubría la ruta Bajío-Tijuana y dirigirlo hacia Estados Unidos, el avión fue desviado al aeropuerto de Guadalajara, dónde el secuestrador fue consignado a las autoridades. La aerolínea detalló que, al detectar el intento de desvío,  la tripulación tomó las medidas pertinentes para garantizar la seguridad de todos los pasajeros y la tripulación a bordo.